# 卡勒姆·赫德森-奧多伊
卡勒姆·詹姆斯·赫德森-奧多伊（英語：Callum James Hudson-Odoi，2000年11月7日—），英格蘭職業足球運動員，司職前鋒或翼鋒，現效力於英超球隊诺丁汉森林，英格蘭足球代表隊成員。
在切爾西的青年軍時，赫德森-奧多伊助該隊取得2017年U18超級聯賽冠軍，以及連續兩屆英格蘭足總青年盃成員，這些表現使他獲提升至一線隊，並且目前為止已為切爾西出場超過20多次。
國家隊方面，赫德森-奧多伊亦助英格蘭U17隊取得2017年歐洲U-17足球錦標賽季軍和同年的國際足總U-17世界盃冠軍。2019年3月，他在2020年歐洲國家盃外圍賽對陣捷克的比賽中替補上陣，成為英格蘭史上在正式比賽中出戰的最年輕球員。
他的父母都是加納人。

## 早年與個人生活
赫德森-奧多伊在2000年11月7日出生於英格蘭大倫敦旺茲沃思，並在當地長大。他是曾為橡樹之心效力的前迦納職業足球運動員俾斯麥·奧多伊（Bismark Odoi）的兒子，其哥哥則是活躍於多間英格蘭低級別球會的布拉德利·赫德森-奧多伊。赫德森-奧多伊曾在克羅伊登的惠特吉夫特學校就讀。

## 俱樂部生涯

### 切爾西
赫德森-奧多伊於2007年加入切爾西的青訓並在2016年8月於U18梯隊首次亮相。在首季青年聯賽中，他在25場比賽中射入8球，還助切爾西U18梯隊取得他們的第八次英格蘭足總青年盃。因其出色的表現，赫德森-奧多伊獲擢升至U23梯隊，並在英格蘭足球聯賽錦標賽的三場比賽中攻入四球，包括在對陣英甲球隊普利茅夫的比賽中梅開二度，助球隊以2–2戰平對手。
2017年12月20日，赫德森-奧多伊首次出現在一線隊的大名單內，為聯賽盃對上伯恩茅斯的比賽，雖然該場他們以2–1勝出，但他並沒有上場。翌年1月28日，赫德森-奧多伊在足總盃對陣紐卡索聯的比賽中首次於一線隊亮相，他在81分鐘替補佩德羅上場並助球隊在主場以3–0勝利。而英超方面的首次登場則是三天後主場對上伯恩茅斯的比賽，惜他們被對手贈送三蛋落敗。

#### 2018–19球季
因其在2018-19季前賽的表現，新上任的主帥毛里齊奧·薩里宣佈赫德森-奧多伊將會留在切爾西的一線隊內，而他在此之後亦會穿上20號球衣出賽。2018年8月5日，赫德森-奧多伊在對上曼城的社區盾決賽中首次以正選的身份出賽，但他們在58分鐘已經輸了兩球，最終亦以同樣比分敗陣。在同年11月29日歐霸盃對陣PAOK的比賽中，赫德森-奧多伊攻入自己在一線隊的首球，助「藍軍」在主場以4–0帶走勝利。
2019年1月5日在足總盃第三輪切爾西對陣诺丁汉森林的比賽中，赫德森-奧多伊為阿爾瓦羅·莫拉塔送上助攻，助球隊以2–0完封對手。在冬季轉會窗中，赫德森-奧多伊據報為拜仁慕尼黑的主要買人目標，切爾西助理教練吉安弗蘭科·佐拉和拜仁體育總監哈桑·薩利哈米季奇都表示有達成這宗交易的可能性，而薩里則批評買方斟介其球員的手法欠尊重。21天後，赫德森-奧多伊正式向切爾西提出轉會請求。然而，他仍在隔天被選進對上錫周三的足總盃比賽大名單內，還打滿90分鐘並攻入一球，助球隊在史丹福橋球場以3–0大勝對手。兩天後，薩里證實赫德森-奧多伊會留在球隊內。
4月3日，赫德森-奧多伊在對陣布萊頓的比賽中首次在英超上正選出場，同時獻出一次助攻，助球隊贈送三蛋予對手兼全取三分。與此同時，他亦以18歲146天之齡成為英超時代在首秀取得助攻的最年輕球員。
4月份，他在连续四场英超比赛中首发，表现出色，但随后跟腱受伤，让他的赛季提前结束。

#### 2019–20球季
2019年9月19日，赫德森-奥多伊与切尔西签订一份为期五年的新合同。一周之后，在经过漫长的等待之后，赫德森-奥多伊回归赛场，在大胜格里姆斯比的卡拉宝杯中攻入一个进球。
2020年5月17日，赫德森-奥多伊因涉嫌强奸被逮捕。他于隔离期间约会女模特，凌晨，该模特报警并叫救护车，之后赫德森-奥多伊被拘留。5月19日，奥多伊被保释，但6月中旬将被再次问询。

### 利華古遜
2022年8月30日，以外借形式加盟利華古遜一季，將會穿上17號球衣。

## 國家隊生涯
赫德森-奧多伊有代表英格蘭或迦納參賽的資格，最終他選擇了前者，並在其U16至U19的所有梯隊都留下上陣的紀錄。2017年4月，他被召入參加2017年歐洲U-17足球錦標賽，並分別在對陣土耳其的四強賽和西班牙決賽中入球，惜英格蘭最後因為PK大戰的關係屈居亞軍，而球員本人則因其出色表現入選當屆的最佳陣容。在2017年國際足協U-17世界盃上，赫德森-奧多伊上陣七場且射入一球，同時還在決賽踢滿全場，助英格蘭以5–2復仇西班牙成功。
2019年3月，赫德森-奧多伊首次被英格蘭21歲以下足球代表隊徵召。幾天後，由於有多位於大名單內的球員受傷的關係，英格蘭成年隊主帥盖雷斯·索斯盖特緊急召入了他，以參加2020年歐洲國家盃外圍賽對上捷克和黑山。赫德森-奧多伊得悉被徵召後大吃一驚，形容是「美夢成真」。同月22日，他在對陣捷克的比賽中於70分鐘替補上陣，該場賽事英格蘭以5–0大勝。憑藉著這次登場，赫德森-奧多伊打破邓肯·爱德华兹於1955年創下的紀錄（18歲175天），以18歲135天之齡成為英格蘭史上在正式比賽中出戰的最年輕球員。
三天後，赫德森-奧多伊在5–1大勝黑山的比賽中首次正選上陣，並為其切爾西隊友罗斯·巴克利送上助攻，憑藉著這次登場，他成為英格蘭史上第二年輕的正式比賽正選球員，僅次於2003年4月的韦恩·鲁尼。

## 生涯數據

### 俱樂部
最後更新：2019年4月3日
| 俱樂部    | 賽季     | 聯賽     | 聯賽 | 聯賽 | 足總盃 | 足總盃 | 聯賽盃 | 聯賽盃 | 洲際賽 | 洲際賽 | 其他 | 其他 | 總計 | 總計 |
| 俱樂部    | 賽季     | 聯賽     | 上陣 | 進球 | 上陣   | 進球   | 上陣   | 進球   | 上陣   | 進球   | 上陣 | 進球 | 上陣 | 進球 |
| --------- | -------- | -------- | ---- | ---- | ------ | ------ | ------ | ------ | ------ | ------ | ---- | ---- | ---- | ---- |
| 切爾西U23 | 2017–18  | —        | —    | —    | —      | —      | —      | —      | —      | —      | 6    | 4    | 6    | 4    |
| 切爾西    | 2017–18  | 英超     | 2    | 0    | 2      | 0      | 0      | 0      | 0      | 0      | 0    | 0    | 4    | 0    |
| 切爾西    | 2018–19  | 英超     | 8    | 0    | 2      | 1      | 2      | 0      | 8      | 4      | 1    | 0    | 21   | 5    |
| 切爾西    | 2019–20  | 英超     | 22   | 1    | 4      | 1      | 2      | 1      | 5      | 0      | 0    | 0    | 33   | 3    |
| 切爾西    | 2020–21  | 英超     | 5    | 1    | 0      | 0      | 2      | 0      | 3      | 1      | —    | —    | 10   | 2    |
| 總計      | 總計     | 總計     | 39   | 2    | 8      | 2      | 6      | 1      | 17     | 5      | 1    | 0    | 71   | 10   |
| 生涯總計  | 生涯總計 | 生涯總計 | 39   | 2    | 8      | 2      | 6      | 1      | 17     | 5      | 7    | 4    | 77   | 14   |

1. ↑  英格蘭足球聯賽錦標賽
2. ↑  歐霸盃
3. ↑  社區盾
4. 1 2  歐冠

### 國家隊
最後更新：2019年3月25日 
| 國家隊 | 年份 | 上陣 | 進球 |
| ------ | ---- | ---- | ---- |
| 英格兰 | 2019 | 3    | 0    |
| 總計   | 總計 | 3    | 0    |

## 榮譽
切爾西預備隊
- 英格蘭足總青年盃：2016–17、2017–18
- U18超級聯賽：2016–17

車路士
- 欧洲冠军联赛冠军：2020–21
- 欧洲超级杯冠军：2021
- 国际足联俱乐部世界杯冠軍：2021

國家隊
- 國際足總U-17世界盃：2017[51]
- 歐洲U-17足球錦標賽亞軍：2017（英语：2017 UEFA European Under-17 Championship）

個人
- 歐洲U-17足球錦標賽最佳陣容：2017[36]

## 外部連結
- Profile（页面存档备份，存于） at the Chelsea F.C. website
- 足球数据库：Hudson-Odoi 卡勒姆·赫德森-奧多伊的球员统计数据